# National Rugby League 1975
La New South Wales Rugby Football League de 1975 fue la 68.ª edición del torneo de rugby league más importante de Australia.

## Formato
Los clubes se enfrentaron en una fase regular de todos contra todos, los siete equipos mejor ubicados al terminar esta fase clasificaron a la postemporada.
Se otorgaron 2 puntos por el triunfo, 1 por el empate y ninguno por la derrota.

## Desarrollo

### Tabla de posiciones
| Pos. | Equipo                        | Encuentros | Encuentros | Encuentros | Encuentros | Tantos | Tantos | Tantos | Puntos |
| Pos. | Equipo                        | PJ         | PG         | PE         | PP         | F      | C      | Dif    | Puntos |
| ---- | ----------------------------- | ---------- | ---------- | ---------- | ---------- | ------ | ------ | ------ | ------ |
| 1    | Eastern Suburbs               | 22         | 20         | 0          | 2          | 431    | 198    | +233   | 40     |
| 2    | Manly-Warringah Sea Eagles    | 22         | 15         | 0          | 7          | 439    | 314    | +125   | 30     |
| 3    | St. George Dragons            | 22         | 12         | 2          | 8          | 341    | 294    | +47    | 26     |
| 4    | Canterbury-Bankstown Bulldogs | 22         | 11         | 2          | 9          | 330    | 287    | +43    | 24     |
| 5    | Western Suburbs Magpies       | 22         | 10         | 2          | 10         | 365    | 289    | +76    | 21     |
| 6    | Parramatta Eels               | 22         | 10         | 1          | 11         | 391    | 373    | +18    | 21     |
| 7    | Balmain Tigers                | 22         | 10         | 1          | 11         | 288    | 357    | -69    | 21     |
| 8    | Cronulla-Sutherland Sharks    | 22         | 9          | 1          | 12         | 370    | 375    | -5     | 19     |
| 9    | North Sydney Bears            | 22         | 9          | 0          | 13         | 322    | 414    | -92    | 18     |
| 10   | Newtown Jets                  | 22         | 7          | 2          | 13         | 349    | 422    | -73    | 16     |
| 11   | Penrith Panthers              | 22         | 7          | 1          | 14         | 312    | 452    | -140   | 15     |
| 12   | South Sydney Rabbitohs        | 22         | 6          | 0          | 16         | 298    | 461    | -163   | 12     |

|  | Postemporada. |

### Postemporada

#### Playoff
| 26 de agosto | Western Suburbs Magpies | 13 - 18 | Parramatta Eels |  |  |

| 28 de agosto | Parramatta Eels | 19 - 8 | Balmain Tigers |  |  |

#### Finales clasificatorias
| 30 de agosto | Manly-Warringah Sea Eagles | 3 - 10 | St. George Dragons |  |  |

| 31 de agosto | Canterbury-Bankstown Bulldogs | 5 - 6 | Parramatta Eels |  |  |

#### Semifinales
| 6 de septiembre | Eastern Suburbs | 5 - 8 | St. George Dragons |  |  |

| 7 de septiembre | Manly-Warringah Sea Eagles | 22 - 12 | Parramatta Eels |  |  |

#### Final preliminar
| 13 de septiembre | Eastern Suburbs | 28 - 13 | Manly-Warringah Sea Eagles |  |  |

#### Final
| 20 de septiembre | St. George Dragons | 0 - 38 | Eastern Suburbs | Sydney Cricket Ground, Sídney   |  |
|                  |                    |        |                 | Asistencia: 63.047 espectadores |  |

| Bandera de Australia    |
| Campeón Eastern Suburbs |
| Décimo primer título    |